# Túpolev ANT-16
El Túpolev ANT-16 (en ruso: Туполев АНТ-16), también llamado Túpolev TB-4 (en ruso: Тяжелый Бомбардировщик ТБ-4, lit. 'Bombardero Pesado 4'), fue un avión bombardero pesado experimental diseñado y probado en la Unión Soviética a principios de la década de 1930.

## Desarrollo
El proyecto del ANT-16 nació después de la serie de éxitos obtenidos por los anteriores ANT-4 y ANT-6, cuyo uso llevó a la Fuerza Aérea Soviética (VVS) a requerir aviones que pudieran llevar cargas ofensivas aún mayores; esta política estaba muy influenciada por la doctrina expresada por el general italiano Giulio Douhet en su libro El dominio del aire: un ensayo sobre el arte de la guerra aérea.
Representando conceptualmente la evolución del bombardero Túpolev TB-3, el ANT-16 fue diseñado bajo la doctrina de que el tamaño y la carga útil eran más importantes para un bombardero que la velocidad, porque podría protegerse con armamento defensivo. Las bodegas gemelas de bombas de 5x1,8x1,8 m eran las más grandes del mundo en ese momento, y presentaban muchos desafíos de diseño para preservar la rigidez estructural del avión.
El único prototipo voló por primera vez el 3 de julio de 1933 con el futuro héroe de la Unión Soviética Mijaíl Grómov a los mandos: en ese momento era el avión más grande que jamás había volado. El programa de vuelos de pruebas se completó el 29 de septiembre de 1933 con resultados decepcionantes. Los dos motores montados en la parte superior funcionaron mal y una parte significativa del empuje generado por los motores montados en las alas era absorbida por el ala de dos metros de espesor. No se implementó una propuesta para reequipar la aeronave con motores Mikulin AM-35 de 933 kW (1250 hp). Un segundo prototipo estaba en construcción, pero nunca se terminó (la construcción se detuvo el 2 de julio de 1933); algunas de sus partes se utilizaron en el desarrollo del posterior ANT-20.
La resolución de los problemas de vuelo del ANT-16 llevó algún tiempo, pero el rendimiento de la aeronave no estuvo a la altura de las expectativas; en particular, la relación entre la carga de guerra transportable y la autonomía no resultó mejor que la del anterior TB-3. Por este motivo, a finales del mismo año, se abandonó su desarrollo.

## Diseño
El Túpolev ANT-16 era un monoplano con estructura enteramente metálica; como ya era habitual en los diseños de Túpolev, usaba un revestimiento de láminas de duraluminio corrugado; el fuselaje estaba formado por tres secciones (el morro, la cola y la zona central, donde se alojaban los dos compartimentos de bombas de 5 metros de largo cada uno).
Las alas albergaban cuatro motores (dos en cada ala) y eran de tal grosor que un túnel en su interior permitía el acceso a los motores incluso en vuelo. Los otros dos motores estaban alojados (acoplados, en una configuración tractora-impulsora) en una góndola central dispuesta sobre el fuselaje, al que estaba conectado por una estructura de tubos metálicos.
La cola era clásica, con el estabilizador horizontal (reforzado con tirantes de acero) colocado en la base de la quilla. El tren de aterrizaje era fijo, del tipo convencional de rueda de cola, con los elementos principales de doble rueda en el mismo eje, en lugar de en tándem como en el ANT-6.
Los motores utilizados en la construcción del único ejemplar del ANT-16 fueron seis Mikulin AM-34FRN, de doce cilindros en V y refrigerados por líquido, capaces de desarrollar (cada uno) una potencia de 560 kW (750 hp) a velocidad de crucero (pero podrían producir hasta 835 hp en el despegue o en emergencia).
Se esperaba que las misiones ordinarias del TB-4 se llevaran a cabo con 4000 kg de bombas, pero los cálculos teóricos esperaban poder llegar incluso a 10 000 kg. El armamento defensivo constaba de diez ametralladoras de calibre 7,62 mm y cuatro cañones de calibre 20 mm.

## Operadores
Unión Soviética
- Fuerza Aérea Soviética

## Especificationes (ANT-16)
Referencia datos: The Osprey Encyclopaedia of Russian Aircraft 1875-1995

### Características generales
- Tripulación: Doce
- Longitud: 32 m (105 ft)
- Envergadura: 54 m (177,2 ft)
- Altura: 17,3 m (56,8 ft)
- Superficie alar: 422 m² (4542,5 ft²)
- Peso vacío: 21 400 kg (47 165,6 lb)
- Peso cargado: 33 280 kg (73 349,1 lb)
- Planta motriz: 6× motor lineal V-12 refrigerado por líquido Mikulin AM-34FRN.
  - Potencia: 560 kW (772 HP; 762 CV) cada uno.
- Hélices: Bipala de madera de paso fijo
- Capacidad de combustible: 4950 kg (7000 l)

### Rendimiento
- Velocidad máxima operativa (Vno): 200 km/h (124 MPH; 108 kt) a nivel del mar; 188 km/h a 5000 m (16 404 pies)
- Velocidad crucero (Vc): 159 km/h (99 MPH; 86 kt)
- Alcance: 1000 km (540 nmi; 621 mi)
- Alcance en combate: 940 km (508 nmi; 584 mi) con carga de bombas de 8000 kg; 2000 km con carga de bombas de 2000 kg
- Techo de vuelo: 2750 m (9022 ft)
- Carga alar: 79 kg/m² (16,2 lb/ft²)
- Potencia/peso: 0,101 kW/kg (0,061 hp/lb)
- Velocidad de aterrizaje: 105 km/h
- Tiempo a altitud: 1000 m (3281 pies) en 12 min, 24 s; 2000 m (6562 pies) en 34 min
- Carrera de despegue: 800 m (2625 pies) en 36 s
- Distancia de aterrizaje: 400 m (1312 pies)

### Armamento
- Ametralladoras: 

  - 10x DA de 7,62 mm

- Cañones: 

  - 4 de 20 mm
- Bombas: Hasta 4000 kg[6]

## Aeronaves relacionadas

### Desarrollos relacionados
- Túpolev TB-3
- Túpolev ANT-20

### Secuencias de designación
- Secuencia ANT-_ (interna de Túpolev): ← ANT-12 - ANT-13 - ANT-14 - ANT-16 - ANT-17 - ANT-18 - ANT-20 →
- Secuencia TB-_ (Bombarderos Pesados soviéticos, 1923-1940): TB-1 - TB-2 - TB-3 - TB-4 - TB-5 - TB-6 - TB-7